# 内容安全策略
内容安全策略（英語：Content Security Policy，简称CSP）是一种计算机安全标准，旨在防御跨站脚本、点击劫持等代码注入攻击，阻止恶意内容在受信网页环境中执行。这一标准是W3C网络应用安全工作组的候选推荐标准，被现代网页浏览器广泛支持。